# Port lotniczy Ailinglaplap
Port lotniczy Ailinglaplap (IATA: AIP) – port lotniczy zlokalizowany na atolu Ailinglapalap (Wyspy Marshalla).